# Портрет картузианца
«Портре́т картузиа́нца» или «Портре́т картузиа́нского мона́ха» (нидерл. Portret van een Kartuizer, англ. Portrait of a Carthusian) — картина, написанная южнонидерландским (фламандским) художником Петрусом Кристусом (Petrus Christus, около 1410 — 1475/1476) в 1446 году. Картина находится в постоянной экспозиции музея Метрополитен в Нью-Йорке (инв. 49.7.19). Она написана маслом по дереву, размер — 29,2 × 21,6 см, размер собственно изображения — 29,2 × 18,7 см.
На картине изображён монах, принадлежащий к ордену картузианцев (картезианцев).

## История
Петрус Кристус прибыл в Брюгге в 1444 году и 6 июля заплатил взнос, чтобы приобрести права гражданина этого города — это было необходимым условием для того, чтобы стать членом местной Гильдии Святого Луки. Таким образом, Петрус Кристус, скорее всего, не был учеником известного художника из Брюгге Яна ван Эйка, который скончался в 1441 году, за три года до его приезда. В пользу этого свидетельствует то, что если бы Кристус прожил в Брюгге более года, то по местным законам он мог бы получить гражданство без выплаты взноса. Тем не менее Петрус Кристус рассматривается как наиболее талантливый последователь Яна ван Эйка.
«Портрет картузианца» датирован 1446 годом и является одним из самых ранних известных произведений художника. Предполагают, что позировавший ему монах был из картузианского монастыря Генадедал (Genadedal), находившегося недалеко от Брюгге.
Считается, что в XIX веке портрет находился в Валенсии, поскольку там же находились две копии, сделанные с него. Одна из них (с нимбом над головой монаха) до сих пор находится в Валенсии, а другая (миниатюра из слоновой кости, без нимба) — в Музее изящных искусств Бильбао. Документально подтверждённый провенанс картины прослеживается только с начала XX века. В 1911 году портрет принадлежал наместнику Мальорки Рамону де Омсу (Ramon de Oms), другой вариант его имени — Рамон де ла Крус (Ramon de la Cruz). К 1916 году картина была уже у Маркеса де Дос Агуаса (Marqués de Dos Aguas) из Валенсии, в собственности которого она оставалась по крайней мере до 1924 года.
В 1927 году портрет был продан за 80 тысяч долларов нью-йоркскому банкиру и коллекционеру Жюлю Бейчу (Jules Bache) для его коллекции (по другим данным, картина была продана за 125 тысяч долларов). В 1929 году картина экспонировалась на выставке старого фламандского искусства в Нью-Йорке, а в 1930 году — на аналогичной выставке в Антверпене. Кроме этого, в 1928—1943 годах она была показана на пяти американских выставках. Бейч скончался в 1944 году, а в 1949 году картина вместе с его коллекцией (Jules S. Bache Collection) была передана в Метрополитен-музей, где она и находится до сих пор.
В более ранней версии картины над головой монаха был изображён нимб. Сомнения в том, что этот нимб присутствовал на оригинальной версии картины Петруса Кристуса, высказывались ещё в 1916 году. В частности, это было связано с тем, что нимбы чрезвычайно редко встречались на картинах ранних нидерландских художников. При подготовке к выставке «Петрус Кристус: мастер эпохи Возрождения из Брюгге» (англ. Petrus Christus: Renaissance Master of Bruges), состоявшейся в 1994 году, картина была тщательно исследована специалистами, и было подтверждено, что нимб был добавлен позже — возможно, в то время, когда картина была во владении в Испании. Согласно заключениям этого исследования было решено удалить нимб с картины, в результате чего она приобрела свой нынешний вид.
Работа над картиной была проведена ведущим реставратором музея Метрополитен Хубертом фон Зонненбургом (Hubert von Sonnenburg, 1928—2004). В 1992 году, изучая состояние картины, он пришёл к выводу, что окружность для нимба, перед тем как она была покрыта золотой краской, была намечена с помощью циркуля, причём в её центре, находившемся у правого виска картузианца, также было повреждение красочного слоя.

## Описание
На картине в трёхчетвертном повороте к зрителю изображён монах-картузианец, одетый в белое платье с капюшоном. Очень жизненное и естественное изображение лица монаха давало повод для предположений, что художник мог быть хорошо с ним знако́м. Среди возможных кандидатов назывались основатель ордена картузианцев святой Бруно Кёльнский и теолог Дионисий Картузианец, который был современником Кристуса. Основным аргументом против того, что на картине изображён один из столь известных картузианцев, было отсутствие у монаха тонзуры, а также наличие выбритой вокруг рта бороды. Сторонники этой точки зрения полагают, что на картине, скорее всего, изображён келейник или другой монах невысокого звания, даже приводились имена четырёх картузианцев из монастыря Генадедал, которые могли позировать Кристусу — Адам Муллинк (Adam Mullinc), Якоб Дейнарт (Jacob Deynart), Ян де Папе (Jan de Pape) и Ян Колларитс (Jan Collarits).
Историки искусства полагают, что в «Портрете картузианца», как и в написанном в том же году «Портрете Эдварда Гримстона», Петрус Кристус использовал некоторые композиционные идеи Яна ван Эйка, в частности, связанные с его «Портретом человека в красном тюрбане» (1433).
В нижней части картины, на нарисованной нижней планке находится надпись на латыни:
| PETRVS XPI ME FECIT Ao 1446 |

(«Петрус Кристус создал меня в 1446 году»). Исследователи творчества Кристуса полагают, что дата (1446) была дописана позднее, чем остальные слова, поскольку основной текст подписи находится по центру, а год несимметричным образом добавлен в правую часть. В связи с этим даже высказывались предположения, что дата не соответствует времени написания картины, и что портрет мог быть написан в более поздний период творчества художника. Тем не менее стиль и техника, схожие с портретами Яна ван Эйка, свидетельствуют о том, что картина, скорее всего, действительно была написана в середине 1440-х годов, а дата могла быть добавлена самим художником.
У нижней планки изображена муха. Вместе с нарисованной рамой и другими деталями она является частью приёма, который известен как обманка, или тромплёй (фр. trompe-l'œil — «обман зрения»). Он применялся художниками для создания оптической иллюзии трёхмерного пространства на двумерной поверхности. С одной стороны, муха могла символизировать тленность всего живого, а с другой — она могла рассматриваться как талисман против злых сил. Как и надпись на нижней планке картины, эта виртуозно исполненная деталь также является свидетельством влияния Яна ван Эйка на творчество Кристуса.
Ещё один приём, который использовал Кристус — использование «тёплого» красного фона с изображением угла комнаты, который также служит для усиления эффекта трёхмерности изображения. По сравнению с однородным тёмным фоном, который, как правило, использовался в аналогичных случаях Яном ван Эйком, это был новаторский приём, за который Кристуса называли первооткрывателем использования углового пространства во фламандской портретной живописи.